# PASAT
PASAT  - rodzaj aparatury sejsmicznej, stosowanej do zagadnień z zakresu geofizyki górniczej oraz inżynierskiej. Jej najbardziej rozpowszechnionym modelem jest PASAT M, wyprodukowany przez Ośrodek Badawczo-Rozwojowy Elektrotechniki i Automatyki Górniczej EMAG w Katowicach.
Przenośna Aparatura Sejsmiczna PASAT 12i (12. kanałowa, iskrobezpieczna) została opracowana w 2. połowie lat 80. XX wieku, w Zakładzie Systemów Dyspozytorskich (ZB 7) Centrum Naukowo-Produkcyjnego Elektrotechniki i Automatyki Górniczej EMAG w Katowicach. Prace rozpoczęto w 1985 roku od aparatury PASAT 12N (12. kanałowej, nieiskrobezpiecznej)  przeznaczonej do pracy w kopalniach, w których nie występuje zagrożenie wybuchem metanu. Pozytywne doświadczenia z próbnej eksploatacji oraz udostępnienie nowoczesnych, energooszczędnych technologii mikrokomputerowych pozwoliło na opracowanie wersji iskrobezpiecznej aparatury nazwanej PASAT 12i, którą do roku 1995 wdrożono w 9 polskich kopalniach węgla kamiennego. System jest nadal rozwijany, a jego ostatnia wersja PASAT M charakteryzuje się zwiększoną do 48 liczbą kanałów pomiarowych, pasmem przenoszonych częstotliwości 4,5 – 10.000 Hz oraz zastosowaniem magistrali CAN do transmisji danych.

## Przeznaczenie
PASAT  przeznaczony był i jest do wyznaczania niejednorodności geologicznych przed frontem eksploatacji (uskoki, pustki itp.), naprężeń górotworu (związane z krawędziami zatrzymanej eksploatacji, oddziaływaniem resztek węglowych pokładów sąsiednich, czynną eksploatacją ściany, granicą starych zrobów, wyrobiskami korytarzowymi i uskokami) oraz parametrów fizycznych charakteryzujących wytrzymałość górotworu. 
PASAT jest wykorzystany przy stosowaniu następujących metod pomiarowych:
- profilowanie sejsmiczne podłużne w wyrobiskach górniczych
- prześwietlanie sejsmiczne pomiędzy wyrobiskami
- prześwietlanie sejsmiczne pomiędzy otworami
- sondowanie sejsmiczne
- karotaż sejsmiczny

Badania prowadzi się, wzbudzając fale sejsmiczne impulsatorem mechanicznym lub detonowaniem precyzyjnie dobranych ładunków wybuchowych.